# دانشگاه طبی و شفاخانه چراغ

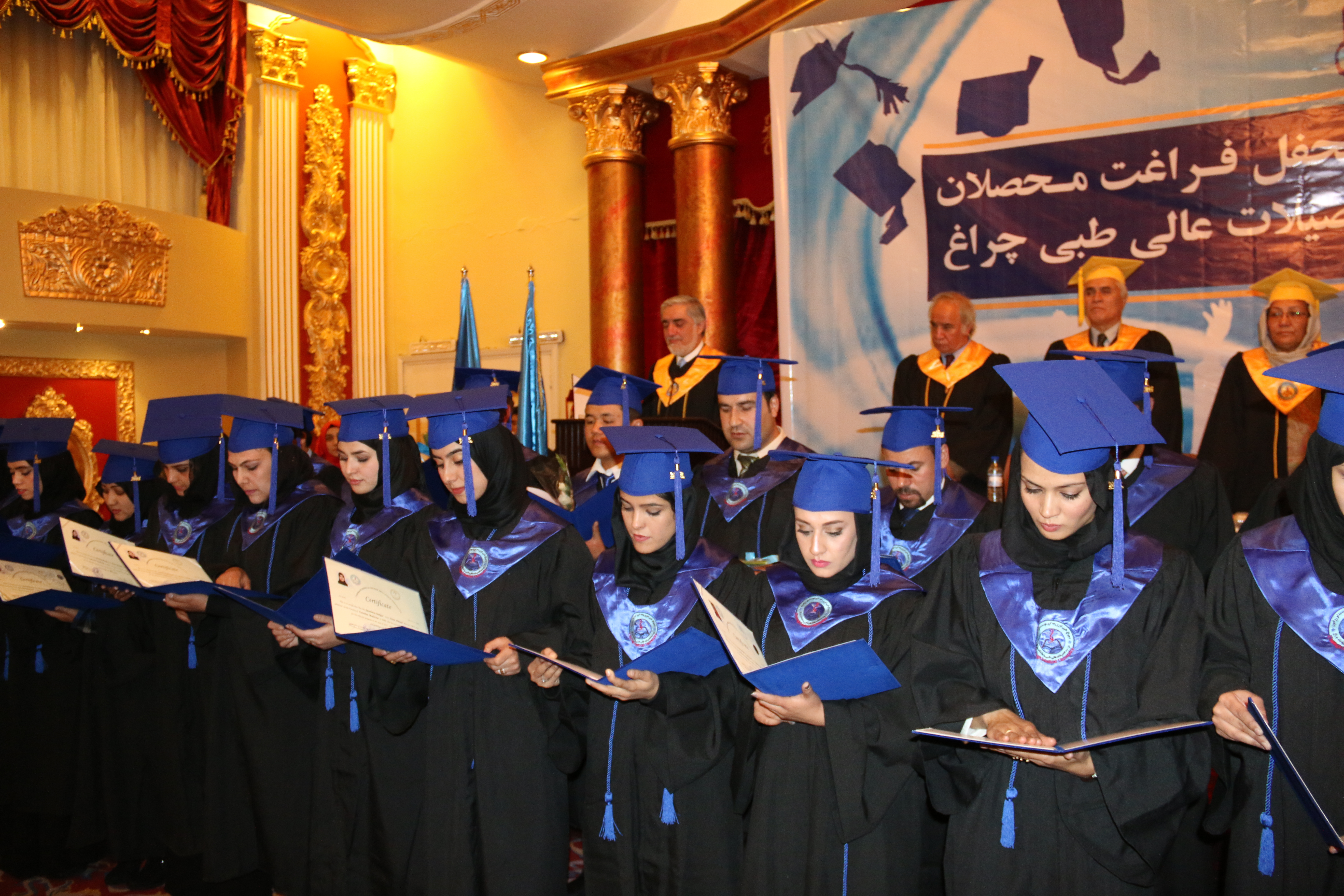
قرائت سوگندنامهٔ مسلکی طبی توسط جلالتمآب داکتر عبدالله عبدالله برای داکتران جوان

دانشگاه پزشکی و شفاخانهٔ چراغ، دانشگاهی افغانستان است که در سال ۲۰۰۷ میلادی در کابل، افغانستان تأسیس شد.
این مؤسسه در سال ۱۳۹۴ (۲۰۱۵) عضویت en:FAIMER Foundation for Advancement of International Medical Education and Research را بدست آورده‌است.
در حال حاضر این مؤسسه عضویت هیئت مدیرهٔ اتحادیهٔ موسسات تحصیلات عالی خصوصی افغانستان را نیز دارند.

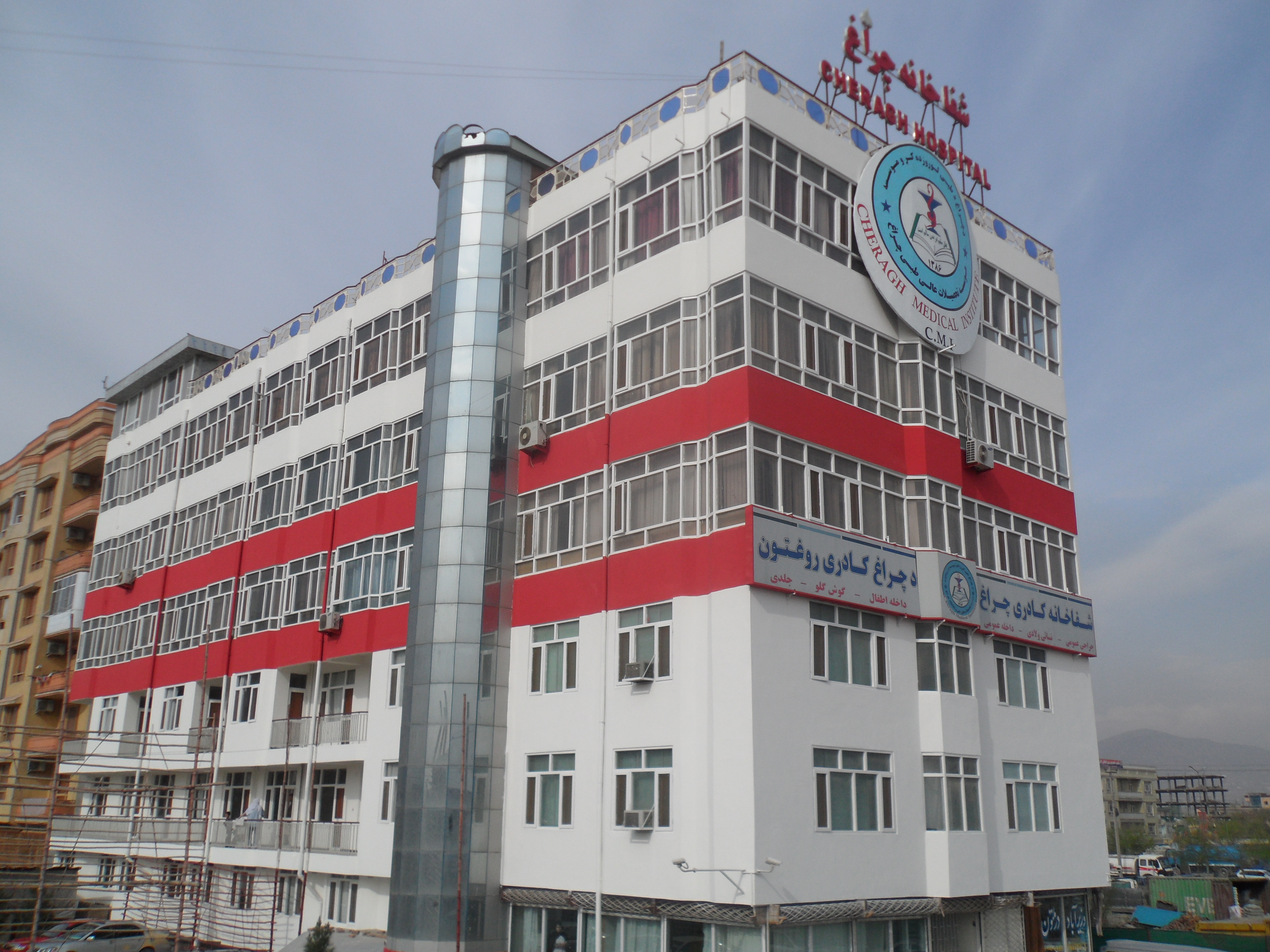
ساختمان دانشگاه طبی چراغ در ۷ طبقه به‌طور اساسی و معیاری در شهر کابل اعمار گردیده‌است.

مؤسسهٔ تحصیلات عالی طبی و شفاخانهٔ تدریسی چراغ در سال ۱۳۸۷ سند ثبت رسمی نهادهای تحصیلات عالی خصوصی را از وزارت تحصیلات عالی دریافت نموده‌است مؤسسهٔ تحصیلات عالی طبی و شفاخانهٔ تدریسی چراغ، نخستین مؤسسهٔ خصوصی در راستای عرصهٔ تحصیلات عالی طبی در افغانستان بوده و مصمم است تا خدمات صحی با کیفیت عالی را به هموطنان عرضه نماید. رهبری این دانشگاه تفاهمنامه‌های توامیت همکاری‌های علمی را با پوهنتون طبی کابل، دانشگاه البیرونی، آکادمی دولتی طبی فوق‌تخصصی en:P.L. Shupyk National Medical Academy of Postgraduate Education اوکراین برای ادامهٔ تحصیلات عالی در مقطع تخصص، ماستری (کارشناسی ارشد) و دکترا (PhD) عقد نموده‌است، همچنان تفاهمنامهٔ چهار جانبه‌ای بین‌المللی همکاری‌های تحقیقی با مرکز تحقیقات بیوانفورماتیک و دانشگاه علوم پزشکی سبزوار ایران به امضا رسیده‌است.
دانشگاه طبی و شفاخانهٔ چراغ در دو بخش فعالیت دارد.
1. بخش عرضهٔ تحصیلات عالی پزشکی
2. بخش عرضهٔ خدمات بهداشتی
3. عرضهٔ تحصیلات عالی طبی

مؤسسهٔ تحصیلات عالی طبی چراغ در دانشکده‌های طب معالجوی، دندان پزشکی (ستوماتولوژی) و فارمسی محصل می‌پذیرد. نصاب تعلیمی (کریکولم درسی) این مؤسسه تهیه شده از کریکولوم برنامه درسی‌های معتبر جهان با در نظر داشت شرایط افغانستان به شیوهٔ کریدیت/واحد بوده و هر سال تحصیلی شامل دو سمستر بهاری و خزانی می‌باشد.
طب معالجوی پزشکی داخلی: دورهٔ تحصیلی پزشکی عمومی برای هفت سال می‌باشد. یک سال برای PCB و پنج سال شامل درس‌های عملی و نظری و یک سال اخیر دورهٔ ستاژ را در برمی‌گیرد. در پایان دورهٔ تحصیلی سند رسمی فراغت داکتر طب (MD) با تأیید وزارت تحصیلات عالی، به محصل ارائه می‌شود.
دندان پزشکی یا طب دندان (ستوماتولوژی): دورهٔ تحصیلی طب دندان یا ستوماتولوژی برای پنج سال در نظر گرفته شده‌است که چهار و نیم سال درس عملی و نظری و یک سمستر اخیر دورهٔ ستاژ می‌باشد.
فارمسی یا داروسازی: فاکولتهٔ (دانشکده) فارمسی در مدت چهار سال تکمیل می‌شود و در پایان دورهٔ تحصیلی سند داکتر فارمسی به محصل ارائه می‌شود.
این مؤسسه با ارائهٔ تحصیلات عالی معیاری و با کیفیت می‌خواهد تا فارغان توانایی شمولیت در امتحان‌های بین‌المللی طبی مانند آزمون جواز پزشکی ایالات متحدهٔ آمریکا و PLAB را داشته باشند.
از زمان تأسیس تاکنون این مؤسسه ۴ دوره فارغان خویش را موفقانه به جامعه تقدیم نموده‌است.

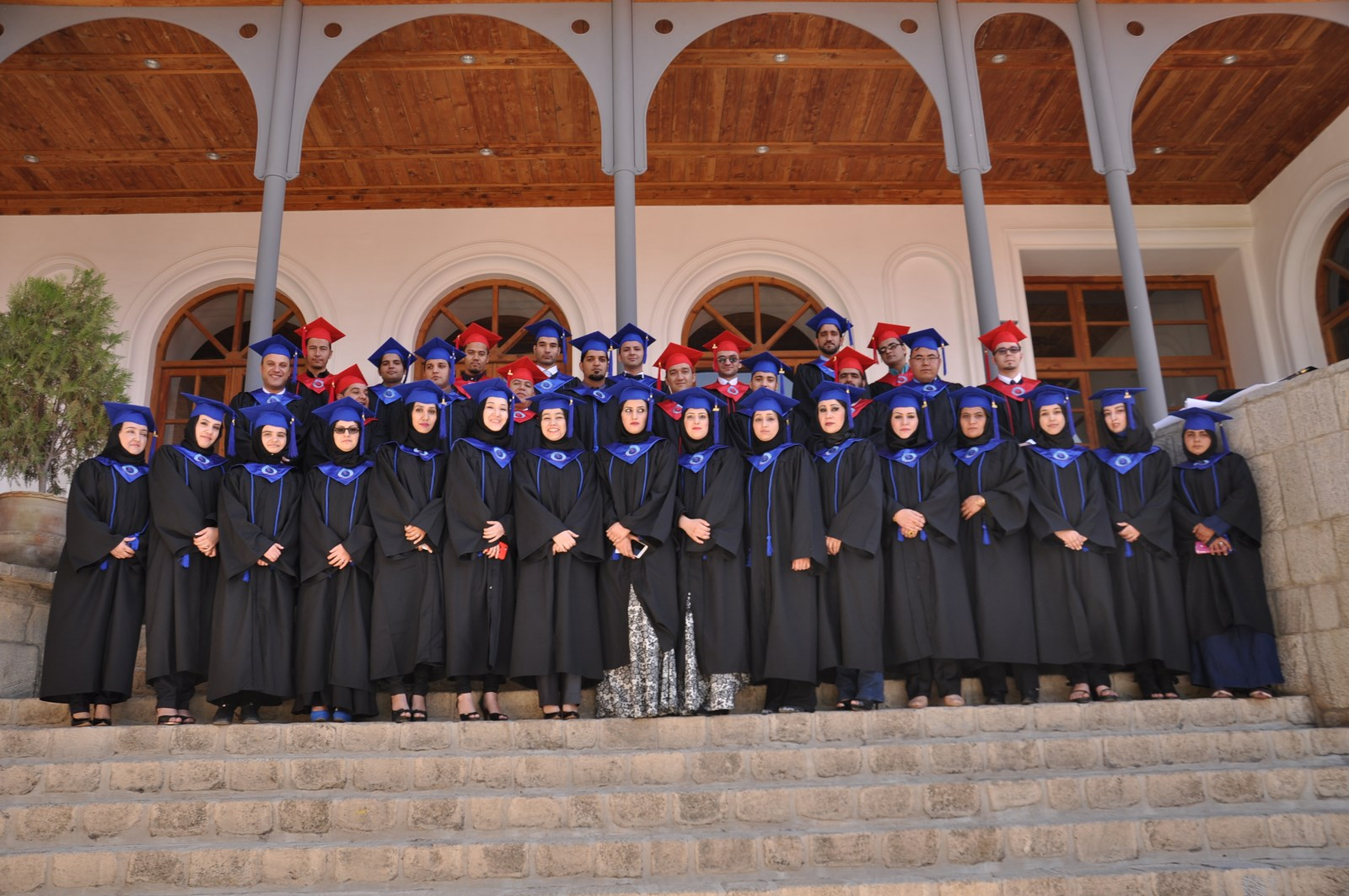
دومین دور فارغان دانشگاه پزشکی و شفاخانهٔ چراغ.

## روش آموزش
هر سال تحصیلی شامل دو سمستر بهاری و خزانی است و طبق لایحهٔ وزارت تحصیلات عالی افغانستان زمان تدریس از ۷ صبح تا ۳ بعد از ظهر می‌باشد. زمان‌بندی سمسترهای تحصیلی قرار ذیل است:
- آغاز سمستر بهاری اول حمل/فروردین و پایان سمستر ۱۵ اسد/مرداد.
- آغاز امتحان نهایی سمستر، ۱۶ اسد و پایان امتحان ۵ سنبله/شهریور.
- آغاز رخصتی تابستانی ۶ سنبله/شهریور و پایان رخصتی ۲۰ سنبله.
- آغاز سمستر خزانی ۲۱ سنبله/شهریور و پایان سمستر ۹ دلو/بهمن.
- آغاز امتحان نهایی سمستر خزانی، ۱۰ دلو/بهمن و پایان امتحان ۳۰ دلو.
- آغاز رخصتی زمستانی اول حوت/اسفند و پایان رخصتی ۳۰ حوت می‌باشد.

دروس سمسترها به صورت متداوم به مدت چهار و نیم ماه (۱۸ هفته) جریان پیدا کرده و بر علاوه ۱۸ هفته تدریس، امتحان هر سمستر ۲۱ روز دیگر را نیز در بر می‌گیرد.
هفته‌ای دو روز (شنبه و جمعه) رخصتی می‌باشد.
از نظر کاربرد روش‌های تدریس موضوعات درسی مربوطه به روش‌های زیرین ارائه می‌گردد:
1. روش لکچرکه در صنف‌های مربوطه توسط استاد مضمون ارائه می‌شود.
2. کار عملی (پراکتیک) که در لابراتوارها انجام می‌گیرد.
3. کار گروهی که محصل محور بوده و محصلان بر روی موضوعات مشخص تحت نظر استادان مربوط بحث و تبادل نظر انجام می‌دهند و روش‌های نوین درسی چون

Problem Based LearningCBL Case Based Learning PBL و Objective Structured Clinical Exam یا امتحان کلینیکی مشاهده وی در ساعات درسی تطبیق می‌شود.

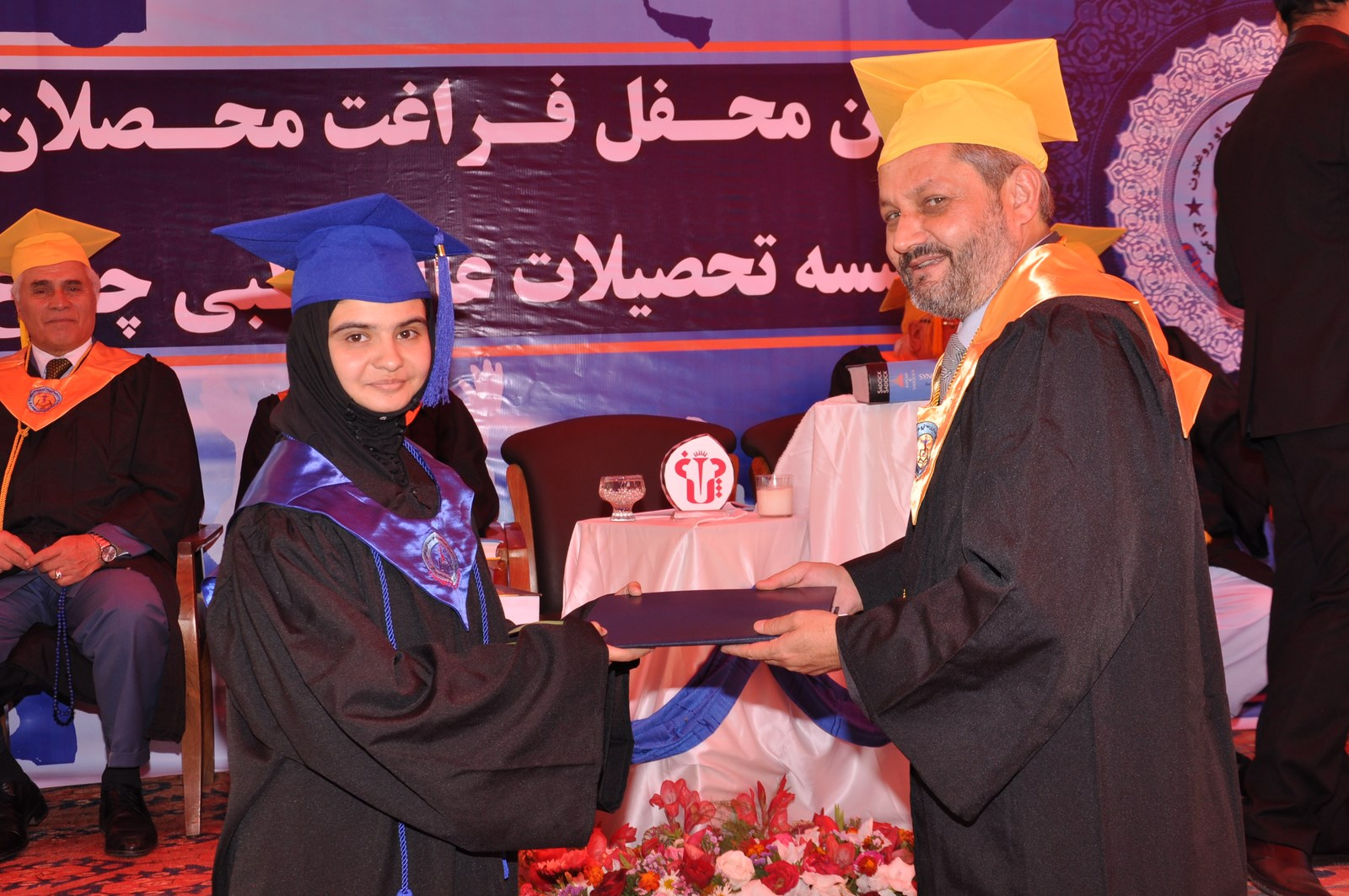
محترم داکتر فیروزالدین فیروز، وزیر صحت عامهٔ افغانستان در حال اهدای تصدیق‌نامه

امتیازات دانشگاه طبی و شفاخانهٔ چراغ:
- راجستر شدهٔ جهانی
- نصاب تحصیلی معیاری
- کتابخانه با موجودیت کتاب‌های الکترونیکی
- اینترنت رایگان
- شفاخانهٔ تدریسی مجهز
- کلاب ورزشی
- فضای سبز
- کفتریا / بوفه
- لیلیه برای ذکور و اناث
- ترانسپورت رایگان
- پارکینگ

## شفاخانه یا بیمارستان
دانشگاه پزشکی چراغ شامل شفاخانه مجهز بوده و نخستین شفاخانهٔ آموزشی خصوصی در افغانستان است که با داشتن کادرهای مجرب، متخصصان ورزیده و پرسنل طبی با امکانات اتاق‌های بستری خاص و معمولی، اتاق مراقبت‌های ویژه (ICU) سرویس عاجل و آمبولانس به‌طور ۲۴ ساعت در خدمت هموطنان و بیماران محترم می‌باشد.
بیمارستان چراغ شامل بخش‌های:
جراحی عمومی، جراحی اورولوژی، گوش وگلو، نسایی ولادی، داخلهٔ عمومی، داخلهٔ اطفال، ارتوپدی، کلینیک دندان بخش تشخیص و تداوی توبرکلوز و بخش تنظیم پلان خانواده با ادویهٔ رایگان و تشخیصیهٔ مدرن می‌باشد.
لابراتورهای مجهز با وسایل کمپیوتری شامل معاینات بیوشیمی، میکروبیولوژی، هیماتولوژی، سیرولوژی و پرازیتولوژی بوده و انواع تست‌های لابراتواری را توسط داکتران متخصص از طبقهٔ اناث و ذکور اجرا می‌نماید.

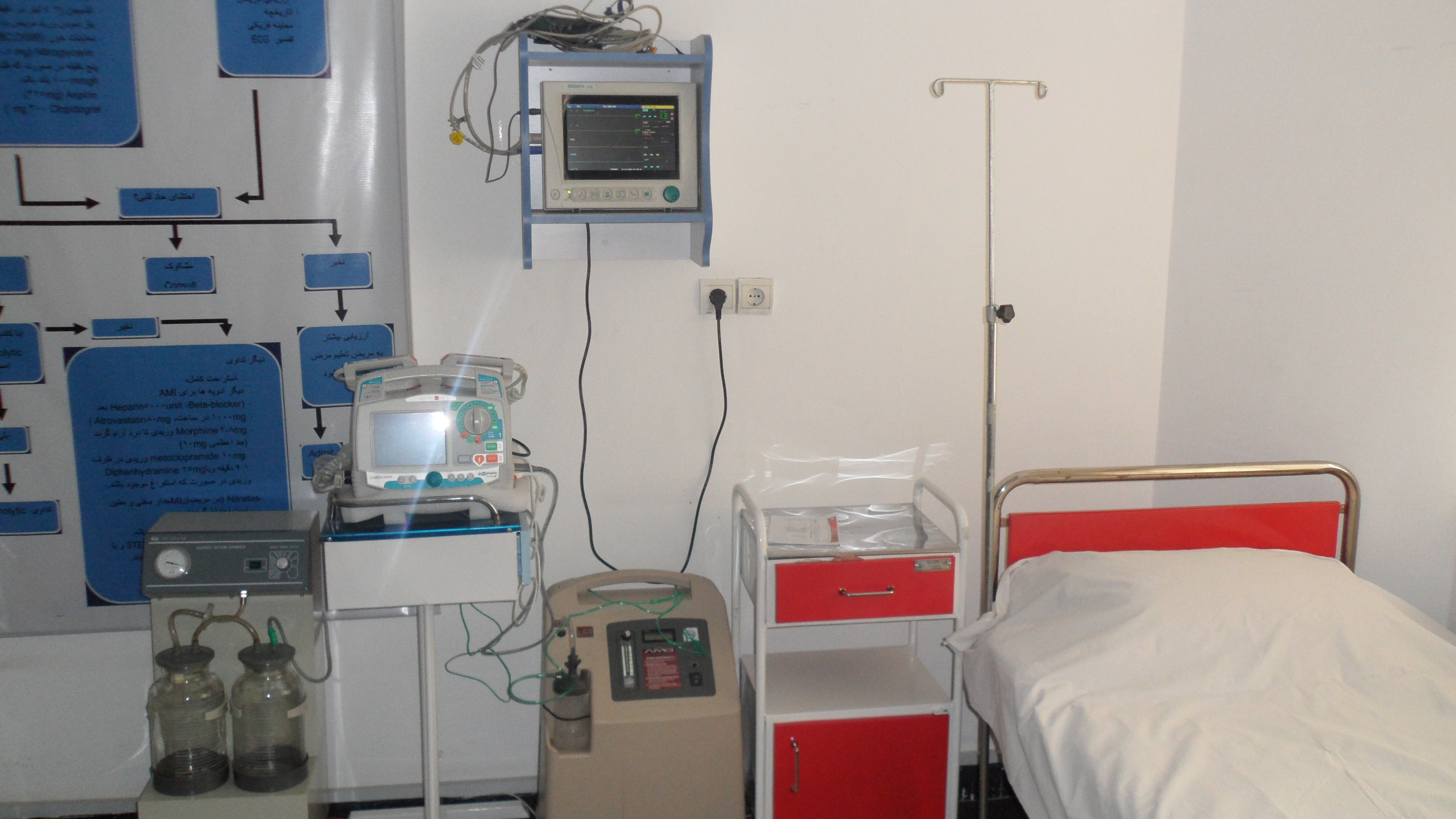
اتاق مراقبت‌های عاجل (ویژه) شفاخانهٔ چراغ

- التراسوند توسط دکتران ذکور و اناث
- پژواک‌نگاری قلب
- الکتروکاردیوگرافی ECG
- آندوسکوپی
- پرتو ایکس ساده و دیجیتل
- ماشین سنگ‌شکن گرده[۲][۵][۷][۱۰][۱۱]